# König Ubu
König Ubu (französischer Titel: Ubu roi) ist ein Theaterstück des französischen Schriftstellers Alfred Jarry (1873–1907). Das 1896 uraufgeführte Drama wurde von Surrealisten und Dadaisten gefeiert und in zahlreiche Sprachen übersetzt. Später identifizierte sich Jarry immer mehr mit seiner Figur; gegen Ende seines Lebens signierte er sogar mit Ubu.

## Genese
Die Figur des Père Ubu entstand um 1885 am Gymnasium von Rennes als Schülertravestie auf den Physiklehrer Félix-Frédéric Hébert („Père Ebé“, „Eb“, „P. H.“, später „Père Ubu“), der für die Schüler „alles Groteske dieser Welt“ verkörperte. Charles Morin, ein Schulfreund Jarrys, machte Hébert zum Protagonisten einer kurzen Farce für Marionetten mit dem Titel Les Polonais. Dieses heute verlorene Stück – gleichsam der Urtext für König Ubu – wurde um 1888 mehrfach im Hause Jarry und Morin als Marionettentheater aufgeführt. Der uns heute vorliegende Text schließlich wurde von Jarry in den 1890er Jahren fertiggestellt und auszugsweise in verschiedenen Zeitschriften veröffentlicht.
Premiere hatte König Ubu am 10. Dezember 1896 im Théâtre de L’Œuvre, Paris, und entfachte sogleich einen Skandal. Nach Ubus initialem Ausruf „Merdre!“ (in der deutschen Übersetzung „Schoiße!“ oder „Schreiße!“) musste die Vorführung aufgrund von Tumulten für mehrere Minuten unterbrochen werden.
Ein zweites Mal wurde das Stück am Théâtre des Pantins aufgeführt, diesmal aber wiederum mit Marionetten. In der Zwischenzeit vollendete Jarry ein zweites Stück mit der gleichen Hauptfigur, Ubu Hahnrei (französisch Ubu Cocu; englischer Untertitel: A Pataphysical Extravaganza). Nach der ersten Aufführung hatte Jarry wegen der negativen Rezeption keinen Verleger gefunden. Das dritte Ubu-Stück, Ubu in Ketten (Ubu enchaîné), wurde 1899 fertiggestellt. Die Inszenierung der beiden Fortsetzungen von König Ubu erlebte der Autor jedoch nicht mehr. Es ist umstritten, ob die drei Stücke als zusammenhängende Trilogie gesehen werden können. Jarry selbst nahm sie nie als zusammenhängenden Zyklus wahr und konzipierte sie auch nicht als solchen. Es wird vermutet, dass er nach der Fertigstellung des dritten Stückes schlicht das Interesse am Ubu-Stoff verlor und ihn deshalb nicht weiter bearbeitete, ohne dass die entstandenen Dramen Teile eines größeren kohärenten Ganzen sind. Sie wurden auch erst lange nach ihrer Fertigstellung erstmals in einem gemeinsamen Band publiziert.

## Inhalt

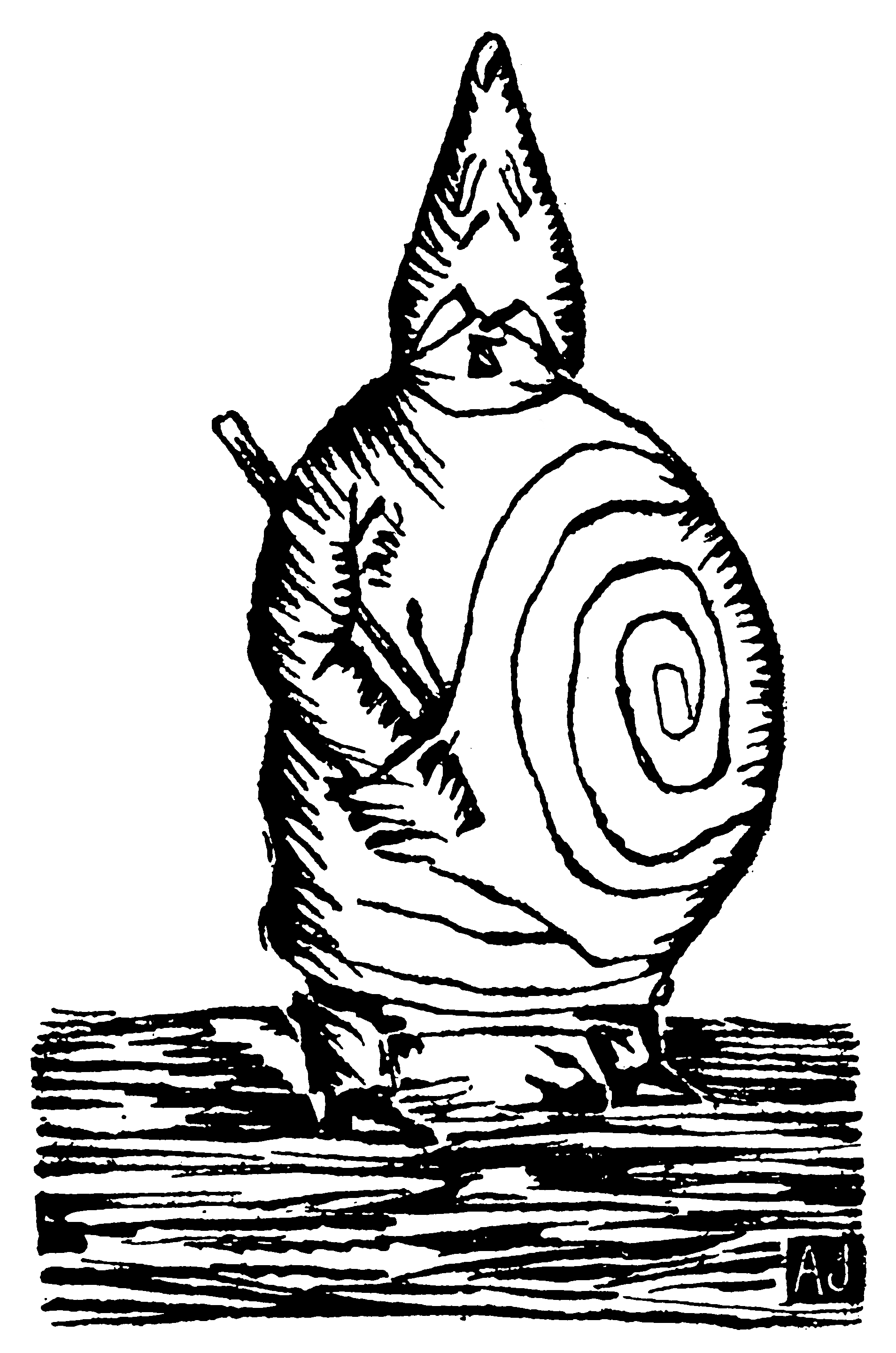
Père Ubu nach einer Zeichnung von Alfred Jarry

Die Hauptfigur des Stücks, François Ubu (auch Père Ubu, später Ubu Roi), ist Offizier des Königs Venceslas, dekoriert mit dem Orden des Roten Drachen von Polen, ehemals König von Aragon, Graf von Sandomir; später König von Polen, Doktor der ’Pataphysik.
Der primitive, feige, gefräßige und machtbesessene Père Ubu wird von seiner Frau, Mère Ubu, angestiftet, durch ein Massaker an dem ehrbaren König Venceslas und seiner Familie den polnischen Thron zu usurpieren. Mit der Unterstützung des Hauptmanns Bordure und seiner Spießknechte gelingt Ubu der tödliche Staatsstreich, und er wird zu einem relativ populären Herrscher, bis er – gleichsam als erste Regierungsmaßnahme – beschließt, zum Zwecke seiner persönlichen Bereicherung sämtliche Adeligen und Staatsbeamten „enthirnen“ (d. h. hinrichten) zu lassen. Ubus nicht weniger radikale Steuerpolitik beinhaltet nicht nur die unbegründete Vervielfachung aller direkten und indirekten Steuern, sondern auch deren gewaltsame Eintreibung durch den König höchstselbst. Als Ubu die polnische Bevölkerung immer mehr zu tyrannisieren beginnt, animiert der nunmehr abtrünnige Bordure den russischen Zaren Alexis dazu, gegen den entfesselt mordenden Despoten zu intervenieren. Während sich Ubu also auf dem Feldzug gegen das russische Heer befindet, wird die „Regentin“ Mère Ubu von dem rechtmäßigen Thronerben Bougrelas gestürzt, kann aber vorher noch die Staatskasse rauben. Ubu selbst wird von der russischen Armee zwar vernichtend geschlagen, kann jedoch durch Feigheit und Tücke mit seiner Frau nach Frankreich flüchten, wo er sich zum maître des phynances ausrufen lassen will.

## Theaterästhetik und Inszenierungspraxis

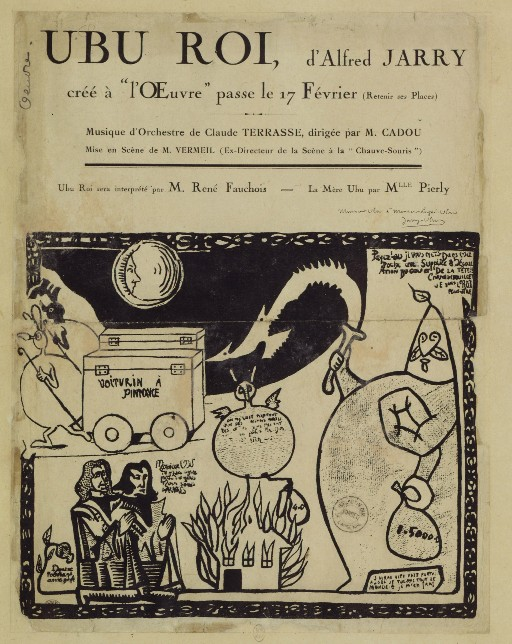
Plakat einer Aufführung im Théâtre de l’Œuvre

Die Uraufführung König Ubus stand im Zeichen von Alfred Jarrys radikal a-mimetischer Theaterästhetik, die ihre Inspiration vom Grand Guignol bezog und statt der exakten Abbildung von Realität ein kreativ-dynamisches théâtre-action forderte. Das anti-illusionistische Bühnendekor, welches verschiedene Jahreszeiten, weit auseinanderliegende Orte und Innen- bzw. Außenräume unmittelbar nebeneinanderstellte, sowie die schnell wechselnden, nur durch ein Hinweisschild gekennzeichneten Handlungsorte evozieren die Aufhebung eines geordneten raum-zeitlichen Kontinuums (laut Jarry spielt das Stück in „Polen, das heißt nirgendwo“). Zudem sind die Figuren durch Gesichtsmasken und einen monotonen Sprachstil gekennzeichnet, was als audiovisueller Ausweis ihrer kompletten Entpsychologisierung und Entindividualisierung gelesen werden kann. Massenszenen (Volksaufläufe, Armeen etc.) wurden konsequent durch einen einzigen Schauspieler dargestellt; mitunter fungierten Schauspieler gar symbolisch als Requisiten (Türen etc.).

## Interpretationsansätze
Parodie: Das Stück zieht die Machtgier und Tyrannei seiner Figuren ins Lächerliche und Groteske. Diese können unter anderem als Travestien von Shakespeare-Figuren gesehen werden: Ubu als Parodie des König Lear, Mutter Ubu als Lady Macbeth. Neben den Figuren können auch einzelne Motive (zum Beispiel Ubus „Schlachtross“) oder auch ganze Szenen (zum Beispiel Racheaufruf durch Geister der Verstorbenen) als parodistisches Aufnehmen einschlägiger literarischer Stoffe gelesen werden.
Komikerpaar: Jarry verwendete beim Ehepaar Ubu das Bauprinzip der Paarung Weißclown und dummer August im Zirkus und nahm damit auch schon das berühmte Komikerpaar Laurel und Hardy vorweg. Fernando Arrabal schrieb: „Der Unglaubliche Ubu ist der hämorridale Stan Laurel getarnt als magersüchtiger Oliver Hardy.“ Samuel Finzi und Wolfram Koch waren 2008 an der Freien Volksbühne Berlin in diesen Rollen „ein Komikerpaar zum Niederknien“.
Schoiße/Physik/Phynanz:
Eine zentrale Stellung im Stück nehmen die Begriffe „Schoiße“ (oder „Schreiße“), „Physik“ und „Phynanz“ ein. Sie stehen symbolisch für die herausragenden Charaktereigenschaften Ubus und können mithin als „anthropologische Konstanten“ gelesen werden. So repräsentiert die „Schoiße“ Ubus entfesselte und enthemmte Leiblichkeit, die stark primitive und vulgäre Züge trägt. Seine idiosynkratische Weltsicht spiegelt sich in der „Physik“ wider. Dass es sich hierbei nicht um die klassische Physik handelt, zeigt sich in diversen abstrusen Vorhaben Ubus (zum Beispiel der Konstruktion eines überdimensionalen Windwagens). Vielmehr wird hier bereits die ’Pataphysik vorweggenommen, die in späteren Werken Jarrys noch eine bedeutende Rolle spielen soll. Unter dem Begriff „Phynanz“ vereinigen sich sämtliche Aktivitäten, die zu Ubus rascher und intensiver Bereicherung dienen sollen. Diese bedingungslose Bereicherung wird letztlich geradezu zu einer Art „amoralischem Imperativ“, mit dem Ubu sein Handeln vor Kritikern rechtfertigt.
Die Perversion, die sich in diesen idealtypischen Charaktereigenschaften Ubus widerspiegelt, wird durch die Deformation der Begriffe selbst („Schoiße“ statt „Scheiße“, „Phynanz“ statt „Finanz“) noch unterstrichen.
Sprache:
Die vulgäre und groteske Sprache des Stücks hat ihr Vorbild u. a. in den Romanen von Rabelais. Wie aus den bereits angeführten Begriffen „Phynanz“ und „Schoiße“ („merdre“) ersichtlich, ist die graphische und phonische Deformation von Begriffen essentieller Bestandteil von Ubus (und Jarrys) stark idiosynkratischem Sprachgebrauch. Andere Beispiele sind die Verwendung von Ohnen statt „Ohren“ und scheinbar absurde Komposita wie „Phynanzpferd“, „Schoißhaken“ etc. Dies verweist auf die markierte Tendenz der Sprache des Stücks, sich jenseits jeder Semantik zu verselbständigen, eine Tendenz, die später von den Vertretern des Absurden Theaters noch radikalisiert werden soll.
Komik/Karneval: Neben seiner parodistischen Komik und seiner Sprachkomik weist König Ubu auch eine auffallende Affinität zur Komik des Karnevalesken auf, wie es zum Beispiel von Michail Bachtin theoretisiert wurde. In seiner ständigen Verkehrung von Hierarchien, seiner Umwertung von Werten und „Erdung“ sakraler Gegenstände (vgl. die Klosettbürste als Zepter) steht Ubu für eine anarchische Gegenwelt, einen mundus inversus (lateinisch für „Verkehrte Welt“, einem seit dem 14. Jahrhundert in der Buchmalerei und Schnitzereien, später auch Holzschnitten und Kupferstichen in Erscheinung tretenden Themenkomplex), der die bestehende Ordnung subvertiert oder zumindest relativiert. Für Ubus karnevaleske Natur spricht auch seine überbetonte Kreatürlichkeit, sein ausufernder Leib (mit der enormen Nase und dem gewaltigen Bauchnabel) sowie sein ausgeprägtes Interesse für das Fäkale und Skatologische. Durch diese, für karnevaleske Literatur typische Konzeption einer „grotesken Leiblichkeit“ (Bachtin) ist es auch bedingt, dass die Körper der Figuren in der Welt des Stücks keine festen Grenzen haben. Sie werden gegenüber der Umwelt durchlässig; das Innere wird beständig nach außen gekehrt (vgl. „Enthirnung“, „explodierende“ Spießknechte, Allgegenwart des Fäkalen); es kommt also zu einem beständigen Austausch zwischen Körper und Welt, der im Gegensatz zu dem seit dem 17. Jh. vorherrschenden Modell des abgeschlossenen, individuellen Körpers steht.
Zudem ist das Stück als Ganzes gleichsam strukturidentisch mit dem im Karneval gängigen Ritus der Erhöhung und Erniedrigung des Karnevalskönigs.
Allerdings fällt es schwer, dem karnevalesken Moment in König Ubu die positive, regenerative Kraft zuzusprechen, welche Bachtin noch in Rabelais’ Pentalogie (als Musterbeispiel karnevalesker Literatur) zu erkennen glaubt. Angesichts der aggressiv vorgebrachten Willkür und exzessiven Gewalt, lässt sich König Ubu nur mit Abstrichen als optimistische Feier der „fröhlichen Relativität einer jeden Ordnung“ (Bachtin) lesen. Vielmehr haben wir es in diesem Stück mit einer permanenten wechselseitigen Durchdringung von Komik, Tragik und Groteske zu tun, die durchaus nicht einer sozialkritischen Komponente entbehrt und dem Leser/Zuschauer das Lachen häufig im Halse stecken bleiben lässt.

## Ubu in Werken von Alfred Jarry
- Ubu roi, deutsch: König Ubu, übers. v. M. und P. Pörtner, Zürich 1959
  - König Ubu. Übers., Hrsg. und Einl. Manfred Nöbel;[5] Reclams Universalbibliothek RUB 750, Leipzig 1978 u. ö. ISBN 90-806422-6-6 (auch Ausg. ohne ISBN)
- Ubu Cocu
- Ubu enchaîné
- Ubu sur la Butte
- Les Almanachs du Père Ubu
- Ubu Intime

## Literarische Ubu-Rezeption
- Ambroise Vollard: La politique coloniale du Père Ubu : Croquis par Georges Rouault. Crès, Paris 1919.
- Ambroise Vollard: Le Père Ubu à la guerre. Vollard, Paris 1923.
- Robert Florkin: Ubu pape : pièce en cinq actes. D'après une idée d'Alfred Jarry. Éd. Temps Meles, Verviers 1989.
- Robert Florkin: Ubu Dieu : pièce en cinq actes. Les Ateliers du TAYRAC, St. Jean du Bruel 2001.
- Patrick Rambaud: Ubu président : ou L’imposteur; farce justicière. Bourin, Paris 1990.
- Wole Soyinka: King Baabu. 2001.
- Peter Eckhart Reichel: Ubu Rex Saxonia – Hörspiel frei nach dem Theaterstück König Ubu von Alfred Jarry. hoerbuchedition words & music, 2008, ISBN 978-3-9811778-7-9.

## Ubu-Rezeption in der (bildenden) Kunst
- Pierre Bonnard
- Jacques Carelman
- Max Ernst
- Escaro
- Horst Hussel
- William Kentridge
- Dora Maar
- Malte Martin: Ubu Roy. Eine Farce in fünf Akten. Nach Alfred Jarry. Regie, Bilder und Typographie: Malte Martin. Stuttgart, Institut für Buchgestaltung an der Staatlichen Akademie der Bildenden Künste, 1987.
- Roberto Matta
- Joan Miró
- Pablo Picasso
- Man Ray
- Mary Reynolds und Marcel Duchamp (Bindung)
- Georges Rouault
- Rudolf Schönwald

## Ubu-Rezeption in der Musik
- Franz Hummel: König Übü, Oper. UA 11. März 1984 Salzburg
- Rusty Magee: Ubu Rock, Musical (Buch: Andrei Belgrader, Shelley Berc). UA 16. Juli 1995 American Repertory Theater, Cambridge, Massachusetts[6][7][8]
- Krzysztof Penderecki: Ubu Rex, Opera buffa in zwei Akten (1990–1991)
- Bernd Alois Zimmermann: Musique pour les soupers du Roi Ubu – Ballett noir (1966, 1968 als Konzertstück überarbeitet)
- Die britische Avantgarde-Band Coil veröffentlichte auf ihrem 1984er-Album Scatology ein Instrumentalstück mit dem Titel Ubu Noir.
- Die US-amerikanische Rockband Pere Ubu benannte sich nach der Hauptfigur des Stücks.
- Die australische Rockband Methyl Ethel nannte ihre 2017 erschienene Single Ubu.

## Sonstige Erwähnungen
- Im Computerspiel Baphomets Fluch gibt es in Paris zwei Schauplätze Rue Jarry und Hotel Ubu. Während eine Rue Jarry in Paris tatsächlich existiert, ist das Hotel Ubu reine Fiktion bzw. Hommage an das Theaterstück.

- In dem von 2016 bis 2018 spielenden Roman Baumgartner des amerikanischen Schriftstellers Paul Auster ist die Rede vom „geistesgestörten Ubu im Weißen Haus“ (im englischen Original „the deranged Ubu in the White House“). Auster erläuterte hierzu in der britischen Tageszeitung Guardian, dass er sich damit auf Donald Trump bezog, den er nicht direkt habe angreifen wollen, der aber im amerikanischen Alltag in alltäglicher Präsenz im Hintergrund des Alltags gelauert habe.[9]

## Hörspielbearbeitungen
- Ubu Roi (König Ubu). Deutsche („wiener“) Fassung von H.C. Artmann. Mit: Erwin Steinhauer (Vater Ubu), Brigitte Svoboda (Mutter Ubu), Toni Böhm (Hauptmann Jaucherl), Peter Faerber, Fritz Muliar (König Wenzeslaus) u. a. Komposition: Heinz Karl Gruber, Bearbeitung und Regie: Heinz Hostnig. BR/NDR/ORF 1990.
- Ubu Cocu. Hörspielproduktion von BBC-Radio-3, Erstausstrahlung am 21. Dezember 1965 (wiederholt am 10. Januar 1966).[10][11]